# Myrmarachne ichneumon
Myrmarachne ichneumon là một loài nhện trong họ Salticidae.
Loài này thuộc chi Myrmarachne. Myrmarachne ichneumon được Eugène Simon miêu tả năm 1886.